# Liz Phair
Elizabeth Clark "Liz" Phair, född 17 april 1967 i New Haven, Connecticut, är en amerikansk singer/songwriter. Hon har haft en mindre hit med låten "Why Can't I?"

## Diskografi
Studioalbum
- 1993 – Exile in Guyville
- 1994 – Whip-Smart
- 1998 – Whitechocolatespaceegg
- 2003 – Liz Phair
- 2005 – Somebody's Miracle
- 2010 – Funstyle

EPs
- 1995 – Juvenilia
- 2003 – Comeandgetit

Singlar (urval)
- 1994 – "Supernova" (US #78, US Alt #6)
- 1995 – "Whip-Smart" (US Alt #24)
- 2003 – "Why Can't I?" (US #32, US Adult #7)
- 2004 – "Extraordinary" (US Adult #14, US Pop #28)
- 2005 – "Everything to Me" (US Alt #27)

Samlingsalbum
- 2005 – iTunes Originals
- 2014 – Icon
- 2018 – Girly-Sound To Guyville: The 25th Anniversary Box Set
- 2018 – The Girly-Sound Tapes